# یاریمجا (امیرداغ)
یاریمجا (به ترکی استانبولی: Yarımca) یک منطقهٔ مسکونی در ترکیه است که در امیرداغ واقع شده‌است.